# Abstynencja seksualna
Abstynencja seksualna – powstrzymywanie się od aktywności seksualnej z pobudek religijnych, społecznych (np. chęć zachowania dziewictwa, gdyż jest ono pozytywnie wartościowane w danej społeczności), filozoficznych (wynikających ze światopoglądu jednostki), fizjologicznych (np. wady narządów seksualnych), psychologicznych (np. cyprydofobia, erotofobia) lub losowych (rozstanie, osamotnienie). Promowanie abstynencji seksualnej nie zmniejsza odsetka nastolatek w ciąży.

## Abstynencja seksualna w kulturze
Poglądy na abstynencję seksualną można podzielić na dwie kategorie. Pierwsza grupa poglądów głosi, że abstynencja prowadzi do zaburzeń psychicznych. Druga z nich, że pozwala ona zachować witalność i wydłuża życie. Niewątpliwie przystosowanie do abstynencji seksualnej jest indywidualne: niektórzy znoszą ją lepiej, a innym zakłóca stan zdrowia psychicznego i fizycznego, dlatego abstynencja seksualna nie jest u nich wskazana.